# 10440 van Swinden
10440 van Swinden eller 7636 P-L är en asteroid i huvudbältet som upptäcktes den 17 oktober 1960 av den nederländsk-amerikanske astronomen Tom Gehrels och det nederländska astronomparet Ingrid van Houten-Groeneveld och Cornelis Johannes van Houten vid Palomarobservatoriet. Den är uppkallad efter den nederländske matematikern Jean Henri van Swinden.
Asteroiden har en diameter på ungefär 2 kilometer.